# Estación de Villanueva del Ariscal-Olivares
Villanueva del Ariscal-Olivares es una estación de ferrocarril situada en el municipio español de Villanueva del Ariscal, en la provincia de Sevilla, aunque también presta servicio al cercano municipio de Olivares. Forma parte de la línea C-5 de la red de Cercanías Sevilla operada por Renfe.

## Situación ferroviaria
Se encuentra en el punto kilométrico 18,6 de la línea férrea de ancho ibérico que une Sevilla con Huelva. Este trazado tenía como cabecera histórica la antigua estación de Sevilla-Plaza de Armas, siendo su actual cabecera la estación de mercancías de Sevilla-Majarabique.

## Historia
La estación fue abierta al tráfico el 15 de marzo de 1880 con la puesta en funcionamiento de la línea férrea Sevilla-Huelva. La compañía MZA fue la encargada de las obras. Si bien la concesión inicial no era suya, la adquirió a la Compañía de los Ferrocarriles de Sevilla a Huelva y a las Minas de Río Tinto en 1877 para poder extender su red hasta el oeste de Andalucía. En 1941, con la nacionalización del ferrocarril en España, las instalaciones pasaron a manos de la Red Nacional de los Ferrocarriles Españoles (RENFE). Desde enero de 2005, Adif es el titular de las instalaciones.
El 28 de marzo de 2011, tras una amplia rehabilitación, fue integrada en la red de Cercanías Sevilla.

## La estación
La estación data de finales del siglo XIX, si bien fue ampliamente rehabilitada en 2011 para adaptarse a la red de cercanías. Dispone de dos andenes laterales de 200 metros de longitud a los que acceden tres vías. El edificio para viajeros abarca una superficie total de 260 metros cuadrados. Es accesible gracias a rampas y escaleras. En el exterior cuenta con una zona de aparcamiento con 74 plazas.
Está situada junto a la carretera A-8075 (a 400 metros de Olivares y a 200m de Villanueva del Ariscal) que comunica los dos municipios. Es una de las dos estaciones compartidas entre dos municipios de la línea C-5 junto a Valencina-Santiponce.

## Servicios ferroviarios

### Cercanías
Forma parte de la línea C-5 de la red de Cercanías Sevilla. La frecuencia media es de un tren cada 30-60 minutos.
| procedencia/destino | < estación        | Línea | estación > | destino/procedencia  |
| ------------------- | ----------------- | ----- | ---------- | -------------------- |
| Benacazón           | Sanlúcar la Mayor |       | Salteras   | Jardines de Hércules |